# Rio Alegre (Guaporé)
Rio Alegre é um rio do estado de Mato Grosso, Brasil.

## Curso
O rio Alegre nasce no Parque Estadual da Serra de Santa Bárbara, com 120 092 hectares (300 000 acre(s)s), criado em 1997. Flui em uma direção geralmente noroeste, recebendo o rio Barbado à sua esquerda e depois flui para o norte até entrar no rio Guaporé à esquerda.